# 錯手
《錯手》是倪匡筆下科幻小說衛斯理系列之一。故事敍述衛斯理等人，發現一個多功能的容器。本故事的下半部份，記載於《真相》中。

## 故事大綱
白素父親白老大跟好友哈山打賭，哈山在他旗下一艘龐大的郵輪內匿藏，若白老大在八十天環遊世界航程完結前，在郵輪上找不到哈山，就要衛斯理 陪伴哈山八十日並說本身離奇經歷故事給他聽；若白老大在八十天內找到哈山，哈山就要把整艘郵輪輸給白老大。
白老大用計拿到郵輪的設計圖，又收買船上的二級管事向他通報哈山的行蹤，所以他很有信心非常容易找出哈山，最初數天並不急於尋找。過了十天，白老大開始尋找，但過了很久仍找不到，甚至他通知了船上每一個人要求協助，和答允支付高額獎金，不過仍是失敗。到了第六十三天，郵輪在香港靠岸，白老大便請衛斯理白素上船幫忙，他們收買了船長，船長供出哈山藏在蒸氣室的一個容器內，他們便想開啟容器，但用盡方法都不成功，航程結束，郵輪乘客各奔前路。
衛斯理想到請雲氏工業幫忙，於是把容器運到其先進廠房內，初時工程師對這不明的金屬容器束手無策，後來戈壁沙漠趕來協助下，終於成功開啟，但發現容器內沒有人，大家極之失望。衛斯理情緒化用腳把容器的門踢關，但當他們再次開啟容器時，卻發現哈山坐在裏面。
哈山道出來龍去脈，原來那個容器是他在海上發現的，當他在研究那容器時，容器內走出一個男人，叫劉根生，是約一百年前上海小刀會的頭目。當哈山發現劉根生時，劉根生只簡單介紹那容器能使人在靜止的時間中舒服休息，並叮囑哈山不要亂碰容器內的按鈕，接著他說有急事要辦便離開了。當哈山解釋完後，衛斯理等人因好奇便到容器內休息，並認為在第一次開啟容器時不見哈山，是因為哈山錯手按了其他按鈕，使別人見不到他。最後劉根生突然出現在雲氏工業廠房，並偷走了容器的動力裝置。
| 前任者： 067 報應 | 衛斯理系列（按編號） 068 （包括合成）                 | 繼任者： 069 真相 |
| 前任者： 報應     | 衛斯理系列（按連載時序） 1988年12月12日至1989年4月6日 | 繼任者： 真相     |